# Codex aztèque

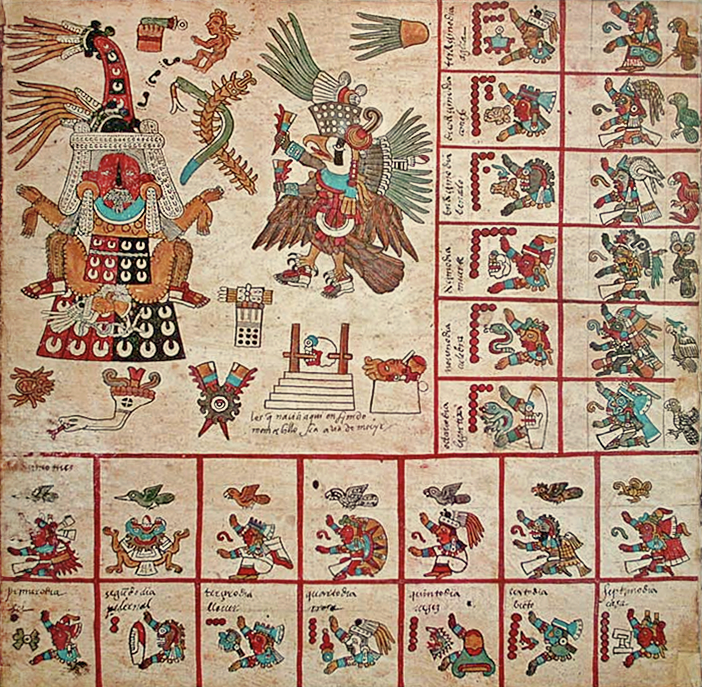
Page 13 du codex Borbonicus.

Un codex aztèque est un codex mésoaméricain rédigé par des tlacuiloani aztèques en écriture aztèque, à l'époque préhispanique ou coloniale.
Les codex qui ont survécu à la conquête de l'Empire aztèque et aux autodafés organisés par les prêtres espagnols sont les codex Azcatitlan, Borbonicus, Boturini, Magliabechiano, Mendoza, Moctezuma, Ríos, Telleriano-Remensis et le Tonalamatl Aubin.

## Autres codex
- Codex Borgia - codex préhispanique de rituels. C'est aussi le nom d'un groupe de codex :
  - Codex Selden
  - Codex Laud
  - Codex Vaticanus B
  - Codex Cospi
  - Codex Fejérváry-Mayer - calendrier préhispanique.
- Codex Telleriano-Remensis - calendrier, almanach divinatoire et histoire des Aztèques.
  - Codex Ríos - une traduction et augmentation italienne du Codex Telleriano-Remensis.
- Ramírez Codex - histoire, par Juan de Tovar.
- Anales de Tlatelolco aussi connu sous le nom d' "Unos Anales Históricos de la Nación Mexicana" - post-conquête.
- Codex Durán - histoire, par Diego Durán.
- Codex Xolotl - un codex graphique de l'histoire de la vallée de Mexico et Texcoco en particulier, de l'arrivée de Xolotl dans la vallée jusqu'à la défaite de Azcapotzalco en 1428.
- Codex Azcatitlan
- Mapa de Cuauhtinchan No. 2 - une carte indigène post-conquête, emmenant légitimité aux droits des Cuauhtinchantlacas sur les terres.
- Histoire de Tlaxcala, aka Lienzo de Tlaxcala - écrit sous la supervision de Diego Muñoz Camargo dans les années jusqu'à 1585.
- Codex Vergara - données sur les frontières des fermes mésoaméricaines et calculs de leur superficie.
- Códice de Santa María Asunción - recensement aztèque, semblable au Codex Vergara
- Codex Osuna, 1566